# 군비외른산

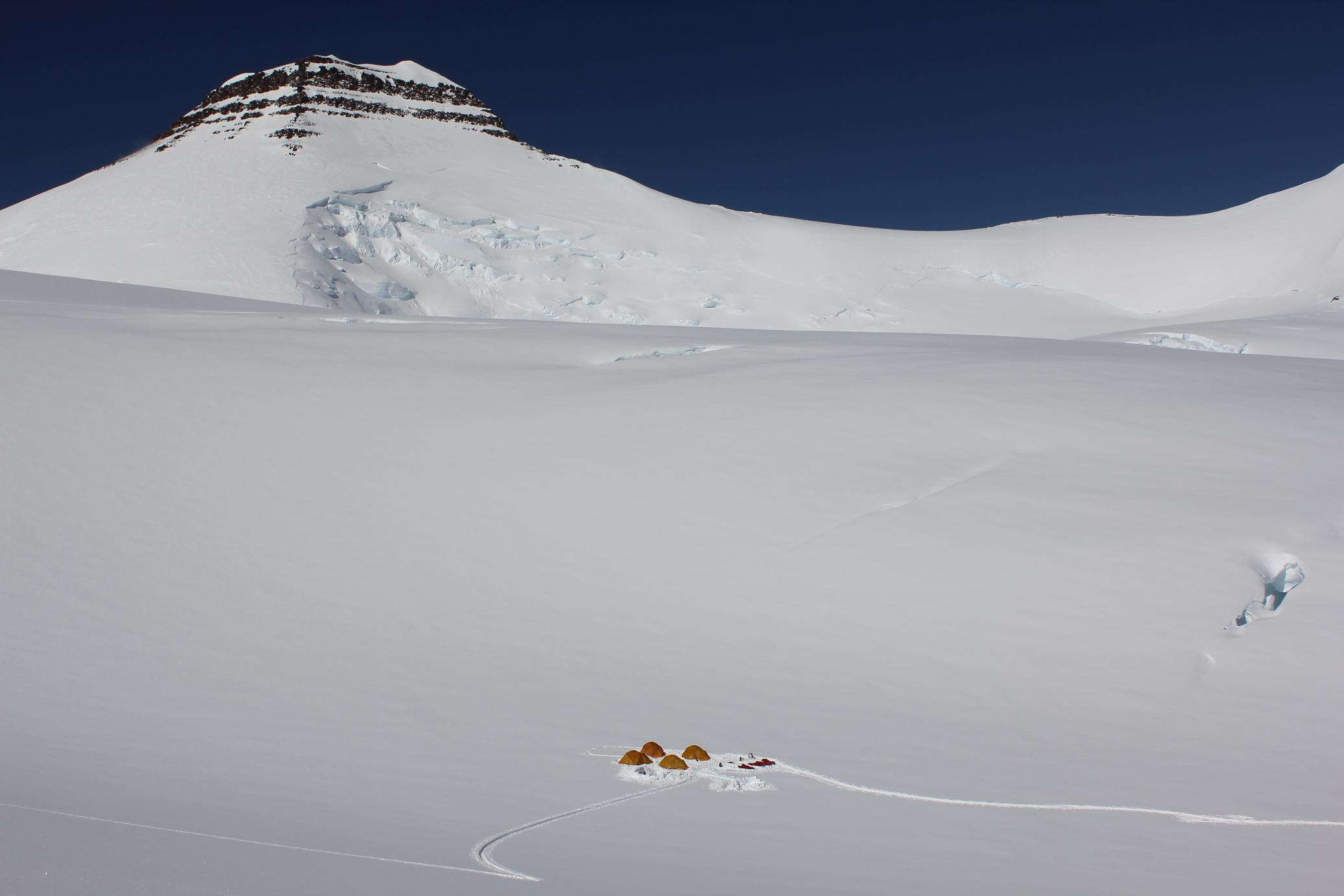
군비외른 산

군비외른산(Gunnbjørn Fjeld)은 그린란드에 있는 산으로, 높이는 해발 3,700m이다. 그린란드에서 가장 높은 산이며 북극권에 속한 산 중 가장 높은 산이기도 하다.  이 산은 바위가 얼음을 뚫고 삐죽삐죽하게 튀어나와 있는 형태, 이른바 누나타크의 유형에 속한다.
군비외른이라는 이름 자체는 그린란드를 처음 발견한 유럽인인 군비외른 울프손의 이름을 따온 것이다. 또 아이슬란드 사가에서는 '휘트세르크' (Hvitserk)라는 이름으로 등장하는데, 직역하면 '흰 옷'이라는 뜻이다.

## 지리
군비외른 산은 그린란드 동부의 누나타크 지대인 왓킨스 산맥에 위치해 있다. 이곳에는 군비외른 산 이외에도 해발 3,500m 이상의 봉우리들이 여럿 솟아있다. 군비외른 산의 해발고도는 계절에 따라서 약간의 변동이 있기는 하나, 해발 3700m로 측정되는 경우가 일반적이다.

## 역사
군비외른 산은 1935년 8월 16일 어거스틴 커털드, 잭 롱랜드, 이브 멍크, 해롤드 G. 웨거, 로렌스 웨거로 구성된 탐사단이 처음으로 정상에 올랐다. 이후 1971년 알라스테어 알란의 탐사단이 두 번째로 정상에 올랐으며, 2006년에는 폴 워커 탐사단이 처음으로 겨울 등반에 성공하였다.
군비외른 산은 그린란드 동부 해안가의 무인 지대에 솟아 있다. 외딴 지점에 위치해 있기 때문에 사람들이 자주 오르지는 않는 편이다. 군비외른 산을 등반하기 위해서는 보통 아이슬란드에서부터 헬리콥터나 설상용 경비행기를 타고 접근하는 경우가 일반적이다.

## 같이 보기
- 포렐 산 - 이전까지 그린란드 최고봉으로 일컬어왔던 산